# 아르디엔테 세크레토
《아르디엔테 세크레토》(스페인어: Ardiente secreto)은 1978년 방영된 멕시코의 텔레노벨라이다. 샬럿 브론테의 소설 《제인 에어》를 바탕으로 제작되었다.